# Pasieka (powiat włocławski)
Pasieka – wieś w Polsce położona w województwie kujawsko-pomorskim, w powiecie włocławskim, w gminie Izbica Kujawska.

## Demografia
W latach 1975–1998 miejscowość położona była w województwie włocławskim. Według Narodowego Spisu Powszechnego (III 2011 r.) liczyła 244 mieszkańców. Jest siódmą co do wielkości miejscowością gminy Izbica Kujawska.

## Historia
Pasieka wchodziła w skład dóbr Izbica Kujawska. W 1770 roku osadnicy niemieccy zakładają wieś Pasieka. Osadnictwo niemieckie wspierane było przez Skarbków i Zboińskich ówczesnych właścicieli dóbr Izbica Kujawska Na początku XIX wieku wieś należała do generała Augustyna Słubickiego W roku 1907 ze składek osadników niemieckich wybudowano kościół ewangelicki. W latach pierwszej wojny światowej pobudowano trakt kolejki wąskotorowej Sompolno-Włocławek, z usytuowaną we wsi stacyjką. 

## Zabytki
Cmentarz ewangelicki z początku XX wieku